# Okręg wyborczy Mole Valley
Okręg wyborczy Mole Valley powstał w 1983 r. i wysyła do brytyjskiej Izby Gmin jednego deputowanego. Okręg obejmuje dystrykt Mole Valley w hrabstwie Surrey oraz wschodnią część okręgu Guildford.

## Deputowani do brytyjskiej Izby Gmin z okręgu Mole Valley
- 1983–1997: Kenneth Baker, Partia Konserwatywna
- 1997– : Paul Beresford, Partia Konserwatywna